# 3×3
『3×3』（スリーバイスリー）はNONA REEVESの通算9枚目となるスタジオ・アルバムである。

## 概要
前作『THE SPHYNX』から約1年4か月ぶりのオリジナル・アルバムとして、2006年2月22日にmeldacより発売された。

## 収録曲
（全編曲：NONA REEVES）
1. NNRブレイクダウン 〜サニーに捧ぐ〜 - NNR BREAKDOWN (SUNNY)
作詞：西寺郷太、作曲：西寺郷太・奥田健介
2. 透明ガール - TOMEI GIRL
作詞：いしわたり淳治、作曲：西寺郷太
  - 13枚目のシングル。コーラスに土岐麻子が参加している。
3. ポップ・シティ - POP CITY
作詞・作曲：西寺郷太
4. ラヴ・アライヴ feat. 宇多丸 - LOVE ALIVE feat. UTAMARU -LONG-
作詞：西寺郷太・佐々木士郎、作曲：西寺郷太・奥田健介
  - 14枚目のシングル。本曲（6分17秒）はシングル・ヴァージョンの音源（6分02秒）よりもイントロが長くなっている。
5. プリズマティック・レイディ 〜哀しみで目もくらみ〜 - PRISMATIC LADY
作詞：西寺郷太、作曲：西寺郷太・奥田健介
6. 狛犬の詩 - SYMPATHY FOR THE KOMAINU
作詞：西寺郷太、作曲：小松シゲル・奥田健介
7. トゥー・ハイ - TOO HIGH
作詞・作曲：スティーヴィー・ワンダー
  - スティーヴィー・ワンダーのカバー。
8. 奇蹟 - KISEKI
作詞・作曲：西寺郷太
9. クリスマス・タイム - CHRISTMAS TIME
作詞：いしわたり淳治、作曲：西寺郷太
  - 14枚目のシングル「ラヴ・アライヴ feat. 宇多丸」のカップリング曲。
10. ボブ - BOB
作詞・作曲：西寺郷太